# Joana de Montefeltro
Joana de Montefeltro (en : ; Urbino, 1463 — Urbino, 1514) va ser una noble italiana, princesa d'Urbino i duquessa consort de Sora i Arce.

## Biografia
Era la tercera filha naixcuda del segon casament de Federico III da Montefeltro, duc d'Urbino, amb Batista Sforza, filla d'Alexandre Sforza.
Es van prometre el 22 d'agost del 1474 de Joan Della Rovere (Giovanni della Rovere), duc de Sora i Arce, senyor de Senigalia i vicari papal de Mondavio, que el 1475 va ser fet alcalde de Roma pel seu oncle, el Papa Sixt IV.
Del matrimónio, celebrat el 10 de maig del 1478, van néixer sis fills:
1. Maria Joana (Maria Giovanna) (1486-1538), que rs va casar en primeres núpcies amb Venanzio de la Varano, senyor de Camerino, i després amb Galeazzo Riario della Rovere Sforza, senador de Bolonya;
2. Jerónimo (Girolamo) (1487-1492);
3. Beatriz (Beatrice) (1488-1505), religiosa;
4. Francisco Maria I (Francesco Maria) (1490- 1538), que es va casar amb Leonor Gonzaga, i que va heretar el Ducat de Urbino i el de Sora;
5. Frederico (Federico) (1491-1494);
6. Constança (Costanza) (1492-1507), religiosa.

Quan el marit va morir, la duquessa va tenir la tutela de l'hereu, Francisco Maria, i el govern dels territoris i en la correspondència diplomàtica era expressament designada amb el títol de Prefetessa.
Joana és també coneguda per haver protegit Rafael, existint una carta seva, datada de l'1 d'octubre del 1504, en la qual recomana Rafael al gonfaloneiro de Florència Piero Soderini, perquè aquest acollís en la ciutat el jove artista. Alguns historiadors aixequen la hipòtesi de, en la seva obra La Muta ("Retrato d'una Dama"), Rafael haver retratat la duquessa.